# Jemal Johnson
Jemal Pierre Johnson (nacido el 3 de mayo de 1985 en Paterson, Nueva Jersey, Estados Unidos) es un futbolista estadounidense que juega como delantero. Y actualmente juega en el Jacksonville Armada U-23 de la National Premier Soccer League.

## Clubes
| Club                     | País           | Año           |
| ------------------------ | -------------- | ------------- |
| Blackburn Rovers         | Inglaterra     | 2005          |
| Preston North End        | Inglaterra     | 2005          |
| Blackburn Rovers         | Inglaterra     | 2005-2006     |
| Darlington FC            | Inglaterra     | 2006          |
| Wolverhampton Wanderers  | Inglaterra     | 2006-2007     |
| Leeds United             | Inglaterra     | 2007          |
| Milton Keynes Dons       | Inglaterra     | 2007-2009     |
| Stockport County         | Inglaterra     | 2010          |
| Milton Keynes Dons       | Inglaterra     | 2010          |
| Port Vale FC             | Inglaterra     | 2010          |
| Milton Keynes Dons       | Inglaterra     | 2010-2011     |
| Lokomotiv Sofia          | Bulgaria       | 2011          |
| Southend United          | Inglaterra     | 2011          |
| Dover Athletic           | Inglaterra     | 2012          |
| Tamworth                 | Inglaterra     | 2012          |
| Fort Lauderdale Strikers | Estados Unidos | 2013          |
| New York Cosmos          | Estados Unidos | 2013 - 2014   |
| Jacksonville Armada      | Estados Unidos | 2015-2017     |
| Fresno FC                | Estados Unidos | 2018-2019     |
| Jacksonville Armada U-23 | Estados Unidos | 2023-presente |

## Palmarés

### Campeonatos nacionales
| Título              | Club               | País       | Año  |
| ------------------- | ------------------ | ---------- | ---- |
| Football League Two | Milton Keynes Dons | Inglaterra | 2008 |